# Theodor Beer
Theodor Beer (* 27. März 1866 in Wien, Kaisertum Österreich; † 27. September 1919 in Luzern) war ein österreichischer Physiologe und Naturforscher.

## Leben
Beer war Sohn des Großhändlers und Bankiers Wilhelm Beer (1832–1905). 1890 trat er aus der Israelitischen Kultusgemeinde aus und war ab 1903 evangelisch.
Beer absolvierte in Wien das Akademische Gymnasium und studierte ab 1883 Medizin an den Universitäten von Wien, Straßburg und Heidelberg. 1889 wurde er promoviert. 1890–92 spezialisierte er sich in der Augenklinik des Allgemeinen Krankenhauses (AKH) in Wien, danach war er am physiologischen Institut der Universität Bern tätig. 1893–94 forschte er in Neapel, 1895 in Cambridge. Beer profilierte sich mit Vivisektionen an Fisch-, Vogel- und Reptilienaugen. 1896 habilitierte er sich für vergleichende Physiologie. 1897 begann seine enge Zusammenarbeit mit dem Physiologen Albrecht Bethe und dem Biologen, Philosophen und Zoologen Jakob von Uexküll. 1899 hatte er auch Studien an menschlichen Organen unternommen und so trug damit zur Begründung des Behaviorismus bei. Die Lebensreformbewegung um Sigmund Freud und Arthur Schnitzler begrüßte er und wurde 1903 zum ao. Professor berufen.
1903 beauftragte Beer den Architekten Henri Lavanchy mit dem Entwurf einer Villa in Clarens (Montreux) mit direkter Lage am Genfersee, der er den Namen Villa Karma geben sollte. Ein Jahr später beauftragte er damit den befreundeten Architekten Adolf Loos. Dieser übergab das Projekt 1908 an Hugo Ehrlich, unter dessen Leitung das Haus 1912 fertiggestellt wurde.
Beer wurde 1905 in Wien zu einer dreimonatigen Kerkerstrafe verurteilt, die er am 26. Oktober 1906 antreten musste. Er war der Schändung eines Sohns des Advokaten Heinrich Steger und eines zweiten Knaben beschuldigt worden, was Beer abstritt, der Prozess wurde zu einem Medienereignis. So befasst sich auch Karl Kraus in der Fackel mit den Vorwürfen. Tatsächlich wurde Beer aber nicht wegen Schändung, sondern wegen Homophilie (Homosexualität) verurteilt. Vor seiner Verhaftung konnte sein Freund Adolf Loos eine Kiste mit pornographischen Aufnahmen, auch von Kindern, beiseite schaffen.
1910 und 1914 arbeitete er wieder an der Zoologischen Station Neapel. 1916 wurde er zum Kriegsdienst eingezogen, verarmte dann aber durch den Ankauf von österreichisch-ungarischen Kriegsanleihen und nahm sich in einem Hotel in Luzern das Leben.

## Ehen
Ab 1903 war er in erster Ehe mit Laura Eissler (1883–1906), ab 1916 mit Dagmar Zidlicky († 1931) verheiratet.
Er hatte von 1903 an ein Verhältnis mit der ebenfalls verheirateten Schriftstellerin Bertha Eckstein-Diener, die einen Sohn Roger Diener (* 1910) gebar.

## Auszeichnungen
- 1900 erhielt er den Lieben-Preis der kaiserlichen Akademie der Wissenschaften in Wien für seine Studien über die Akkommodation des Auges.